# Otostegia bucharica
Otostegia bucharica là một loài thực vật có hoa trong họ Hoa môi. Loài này được B.Fedtsch. mô tả khoa học đầu tiên năm 1915.